# Perrissina brunniceps
Perrissina brunniceps är en tvåvingeart som beskrevs av Malloch 1938. Perrissina brunniceps ingår i släktet Perrissina och familjen parasitflugor. Inga underarter finns listade i Catalogue of Life.